# Apamea cuneata
Apamea cuneata là một loài bướm đêm trong họ Noctuidae.